# Jordan Is a Hard Road
Jordan Is a Hard Road è un film muto del 1915 diretto da Allan Dwan sotto la supervisione di D.W. Griffith. Il film aveva come interpreti Dorothy Gish, Frank Campeau, Sarah Truax, Owen Moore. 
La sceneggiatura, firmato dallo stesso Allan Dwan, si basava sull'omonimo romanzo o racconto di Gilbert Parker, di cui non si conosce la data di pubblicazione. Racconta di un fuorilegge convertito e della sua difficile ricerca della redenzione. Come consulente del film, appare il nome di Billy Sunday (1862 – 1935), il più famoso predicatore evangelico di inizio Novecento.

## Trama
Prima di essere arrestato per le sue rapine, Bill Milden manda la figlia Cora, ancora una bambina, a stare ad Askatoon, dalla signora Findlay. Passano gli anni, Bill sconta la sua condanna mentre la figlia, ignara di tutto, viene cresciuta come una ragazza per bene dalla signora Findlay. Rilasciato dal carcere, Bill si trasferisce anche lui ad Askatoon, deciso da quel momento in poi a rigare dritto. Deposita nella banca locale una grossa somma (i proventi delle sue vecchie rapine), trasforma la locanda cittadina in un locale in cui non si vendono alcolici e prende con sé Cora, ancora all'oscuro di tutto su di lui che si fa passare per un vecchio amico di suo padre. Volendo aiutare la ragazza a conquistare Mark Sheldon, un inglese di cui lei si è innamorata, Bill annuncia che investirà cinquantamila dollari nella miniera di Sheldon. Ma, quando la banca viene derubata e il denaro che lui vi aveva depositato - e promesso al cercatore inglese - sfuma, il vecchio fuorilegge decide di porre rimedio a quella perdita mettendo in atto la sua ultima rapina: assalta un treno consegnando poi a Sheldon il denaro rubato. Poi, si spara, morendo tra le braccia di Cora.

## Produzione
I diritti sulla storia di Parker sarebbero stati acquistati nel giugno 1915 dalla Mutual Film che assunse Mary H. O'Connor per la scriverne la sceneggiatura. Quando Griffith lasciò insieme a Harry Aitken la Mutual, portò con sé anche Jordan Is a Hard Road.

Il film fu prodotto dalla Fine Arts Film Company e girato in California, nelle San Bernardino Mountains, dove fu ricreata la cittadina dell'Alaska che fa da sfondo alla vicenda.

## Distribuzione
Il copyright del film, richiesto dalla Triangle, fu registrato il 13 dicembre 1915 con il numero LP7980.
Distribuito dalla Triangle Distributing, il film uscì nelle sale statunitensi il 19 dicembre 1915 dopo essere stato presentato in prima a New York il 14 novembre.
Non si conoscono copie ancora esistenti della pellicola che viene considerata presumibilmente perduta.